# Schizonycha colmanti
Schizonycha colmanti är en skalbaggsart som beskrevs av Brenske 1899. Schizonycha colmanti ingår i släktet Schizonycha och familjen Melolonthidae. Utöver nominatformen finns också underarten S. c. minor.